# Минская агломерация
Минская агломерация (бел. Мінская агламерацыя; также — «Большой Минск», бел. Вялікі Мінск) — крупнейшая агломерация на территории Беларуси. Включает в первую очередь город Минск и Минский район Минской области, хотя её влияние ощущается и в некоторых регионах сопредельных областей. Ядром агломерации является город Минск с населением 2,018 млн человек в конце 2019 года. В зоне 1,5-часовой доступности Минска в 2010 году проживало порядка 2,645 млн человек. Минская агломерация является относительно молодой: её формирование началось лишь во второй половине XX века. Менее чем за 40 лет агломерация достигла большой степени развития. В постсоветской Беларуси власти поощряют развитие периферии агломерации и  сдерживают рост ядра агломерации.

## Состав

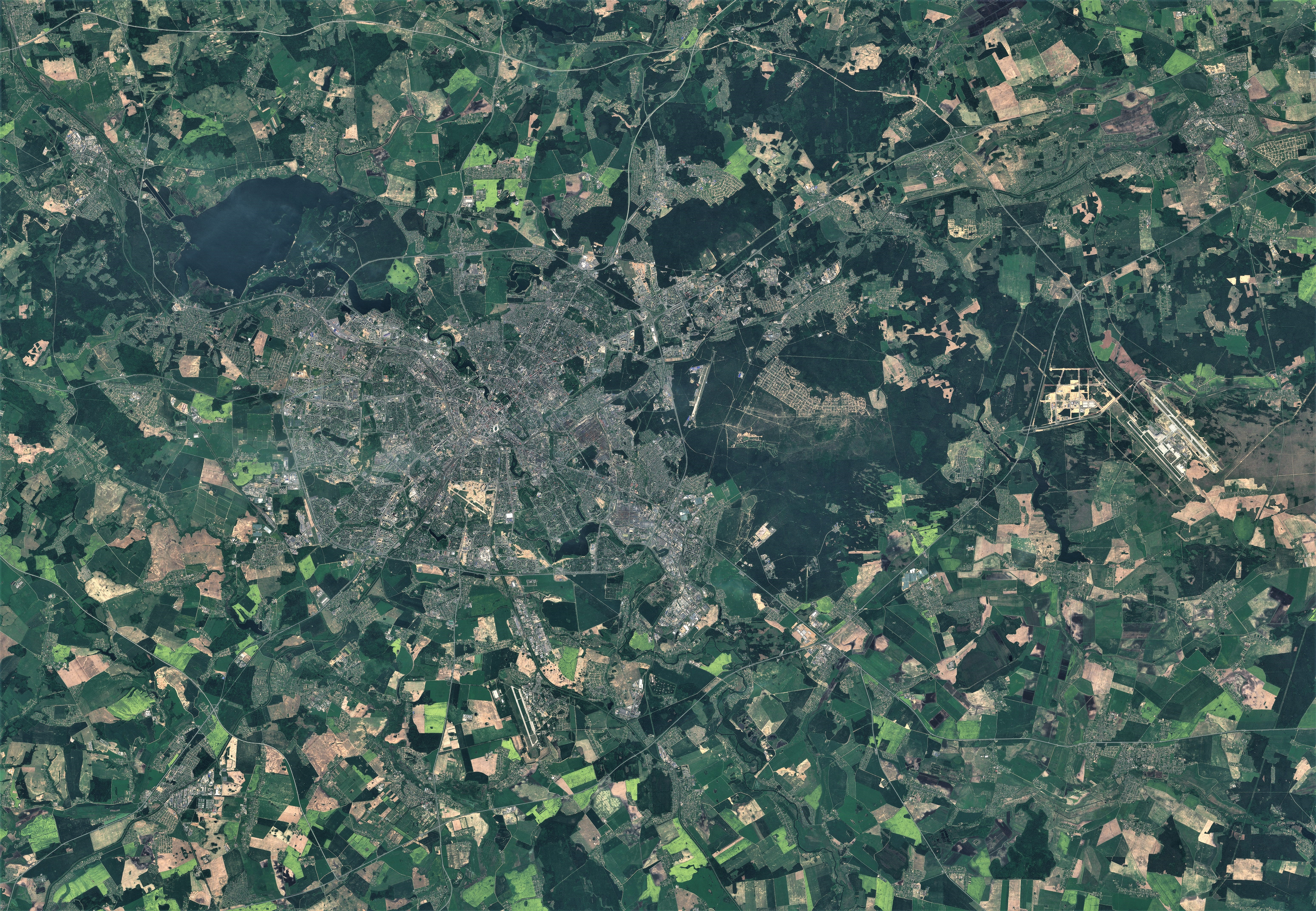
Минская агломерация. Вид из космоса

Значительная ежедневная маятниковая миграция наблюдается между Минском и 12 городскими населёнными пунктами. В 2010 году в пределах агломерации было выделено также 10 пгт общей численностью населения 37 тыс. человек. В зоне 1,5-часовой доступности проживало 2,645 млн человек, из которых свыше 0,3 млн — сельские жители, или более 50% всех селян Минской области.
Согласно Мингорисполкому, граница Минской пригородной зоны выглядит следующим образом (на 2014 год):
- Вилейский район (частично);
- Воложинский район (частично);
- Дзержинский район;
- Логойский район (частично);
- Минский район;
- Молодечненский район (частично);
- Пуховичский район (частично);
- Смолевичский район;
- Столбцовский район (частично);
- Узденский район (частично);
- Червенский район (частично).

## История формирования
Формирование минской агломерации началось лишь во второй половине XX века, но процесс этот было довольно быстрым в связи с паспортизацией крестьян, получивших возможность переезда. Прошла несколько фаз развития.  В отличие от Московской агломерации, Минская, как и Киевская, характеризуется довольно слабым влиянием на другие районы своей области: в постсоветский период в Минской области вместе с самим Минском увеличивали население несколько городов-спутников, а также Минский район, но в большинстве районов Минской области население сокращалось, причём более чем на 10 %. К 1988 году П. М. Полян определил её как «сильно развитую» агломерацию второго порядка с урбанизационным коэффициентом 5,6 и поставил её в один ряд с агломерациями таких советских городов как Баку, Киев, Харьков, Ташкент, Львов и Днепропетровск. Свыше 20% населения Белоруссии проживает в границах самого Минска (2016).

### Официальные города-спутники
По первоначальному плану, у Минска должно было появиться девять городов-спутников: Заславль, Фаниполь, Дзержинск, Столбцы, Узда, Руденск, Смолевичи, Жодино, Логойск (все города, за исключением Логойска и Узды, связаны с Минском пассажирским железнодорожным сообщением), но 10 августа 2014 года по решению президента Белоруссии официальный статус городов-спутников Минска приобрели 6 населённых пунктов: Фаниполь, Заславль, Дзержинск, Смолевичи, Логойск, Руденск. В БелНИИП градостроительства ожидают, что численность населения городов спутников многократно вырастет за счёт людей, переезжающих из Минска: например, население Смолевичей (36 км от минского ж/д вокзала, 38 км по автодорогам Р53 и М2 до центра города) должно вырасти с 15 до 60 тыс. жителей, а Руденска (40 км по железной дороге, нет прямой автомобильной дороги республиканского значения) — с 11 до 110 тыс. жителей. Тем не менее, за несколько лет освоения в Смолевичах — пилотном проекте застройки городов-спутников — к лету 2014 года был построен единственный многоквартирный дом, но без коммуникаций. Осенью того же года главным городом-спутником Минска вместо Смолевичей был назначен Руденск. Чиновники также заявляют, что в городах-спутниках необходимо строить дома этажностью не более пяти этажей, но более высокой плотности застройки. Для того, чтобы активизировать строительство в спутниках, Мингорисполком намерен снизить площадь вводимого в строй жилья в Минске вдвое к 2017 году.
Согласно редакции Генерального плана Минска от 2016 года рост численности населения городов-спутников (на расчётный период): для г.п. Руденск — 81,0 тыс. человек (+70 тыс. чел), для г. Дзержинска — 41,0 тыс. человек (+18 тыс. чел.), для г. Смолевичи — 30,0 тыс. человек (+14,5 тыс. чел.), для Заславля — 23,5 тыс. человек (+9,0 тыс. чел.), для Фаниполя — 23,0 тыс. человек (+9,0 тыс. чел) и для Логойска — 19,0 тыс. человек (+7,0 тыс. чел.).

### Минские городские линии
Минские городские линии представляют собой сеть железнодорожных маршрутов с использованием электропоездов в пределах собственно города Минска и его ближайших пригородов до следующих городов-спутников: Заславль, Руденск и Смолевичи. В перспективе линии могут достигнуть города Дзержинска и Национального аэропорта «Минск».